# Parkhill Chain
Die Parkhill Chain (auch Parkhill Station Chain genannt), eine massive piktische Silberkette, wurde 1864 etwa 1,6 km östlich des Bahnhofs von Parkhill, östlich von Overton in Aberdeenshire in Schottland gefunden und dem Antiquarian Museum in Edinburgh übergeben.
Die etwa 44,6 cm lange Kette besteht aus 23 Paaren von ineinandergreifenden runden Gliedern mit einem halbkreisförmigen mit eingravierten Symbolen verzierten Klemmenring wiegt 1,23 kg.
Obwohl den Pikten zugeschrieben, wurden nur drei der zehn gefundenen schweren Silberketten im piktischen Königreich gefunden. Bei der Whitecleuch Chain ist ebenfalls ein verschussartiger Endring, verziert mit Symbolen erhalten, die denen auf piktischen Steinen ähneln und durch rote Emaille hervorgehoben sind.